# 御勝山古墳
御勝山古墳（おかちやまこふん）は、大阪市生野区勝山北にある古墳。元は「岡山」「丸山」の名称であったが、大阪冬・夏の陣で徳川秀忠が陣を敷いて勝利を得たことから「御勝山」と呼ばれている。

## 概要

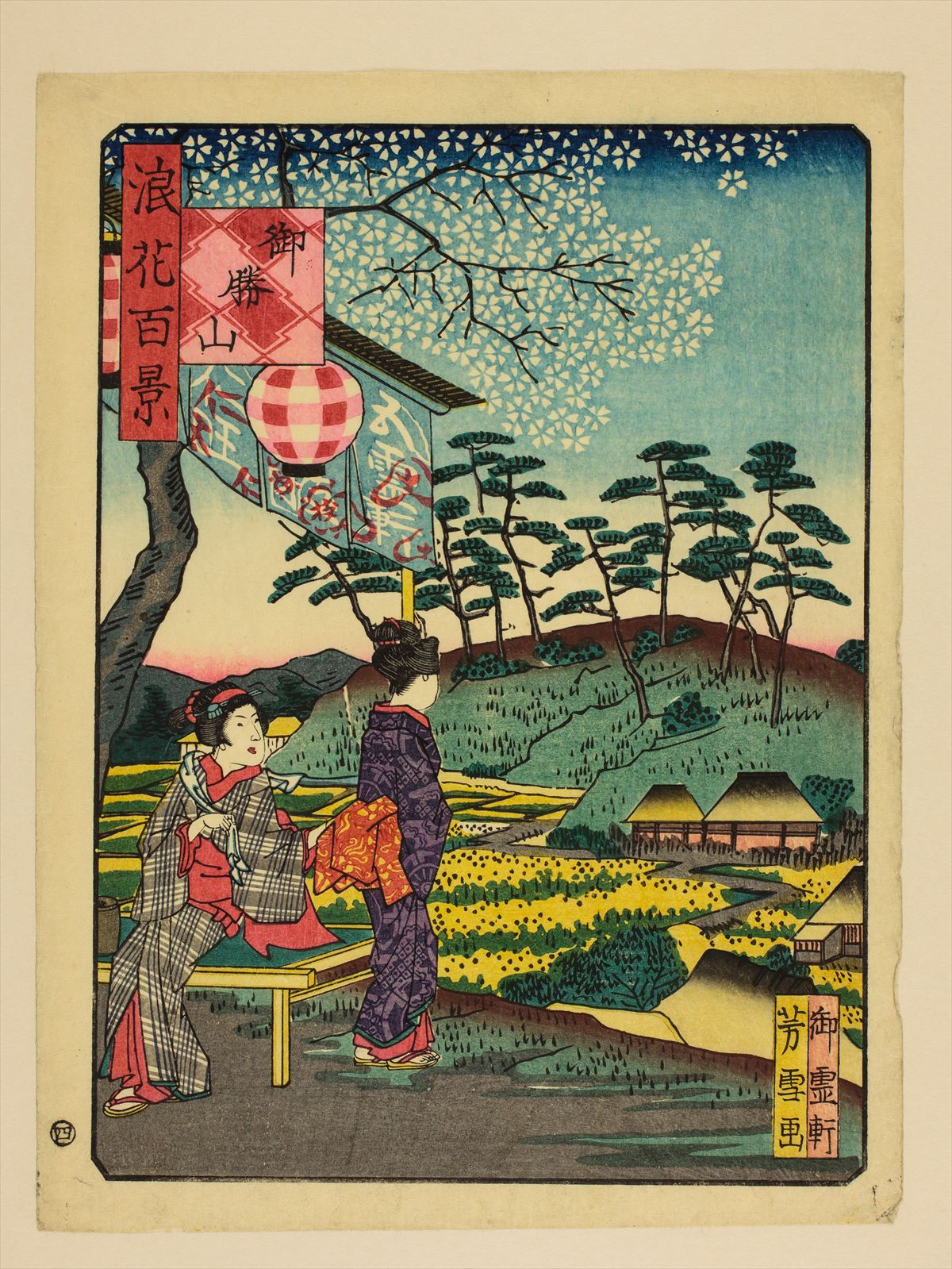
『浪花百景 御勝山』（南粋亭芳雪、江戸時代）

墳長約120mの前方後円墳である。帝塚山古墳、茶臼山古墳とともに上町台地上に現存する主要古墳の一つである。
後円部の墳丘は国土地理院の標高点では標高14m、公園内の看板の表記では標高13.25mであり、大阪五低山のうちの一つとされている。
現在は、古墳の中央を勝山通が貫いている。古墳付近は少し盛り上がっている。南側の前方部は崩されて「御勝山南公園」になってるが、北側の後円部は原形を留めており「御勝山公園」の一部となってる。
後円部の東側は桑津街道、鶴橋街道、俊徳街道の交点となっており、かつては交通の要所であった。
この古墳は、大小橋命（オオバセノミコト）の墓であるといわれているが定かではない。『摂津名所図会 巻3』の「岡山」の項には「大小橋命の廟所」と記されている。
江戸時代以前は「岡山」とも「丸山」とも称していた。『摂津名所図会大成 巻6』には「今岡村の岡山といふ、是猪飼野の岡の略語なり」と記されている。。戦国時代には大坂本願寺の出城である丸山城があった。大坂冬の陣において将軍徳川秀忠が陣を敷いて勝利を得たことにより、岡山を改め御勝山と称したのが名前の由来である。
明治になると、大阪府立農学校（現大阪府立大学）の敷地の一部となり、北側は昭和23年(1948年)から御勝山公園として利用され、南側は昭和8年(1933年)から昭和43年(1968年)まで大阪管区気象台として使用され、昭和49年(1974年)より御勝山南公園として利用されている。

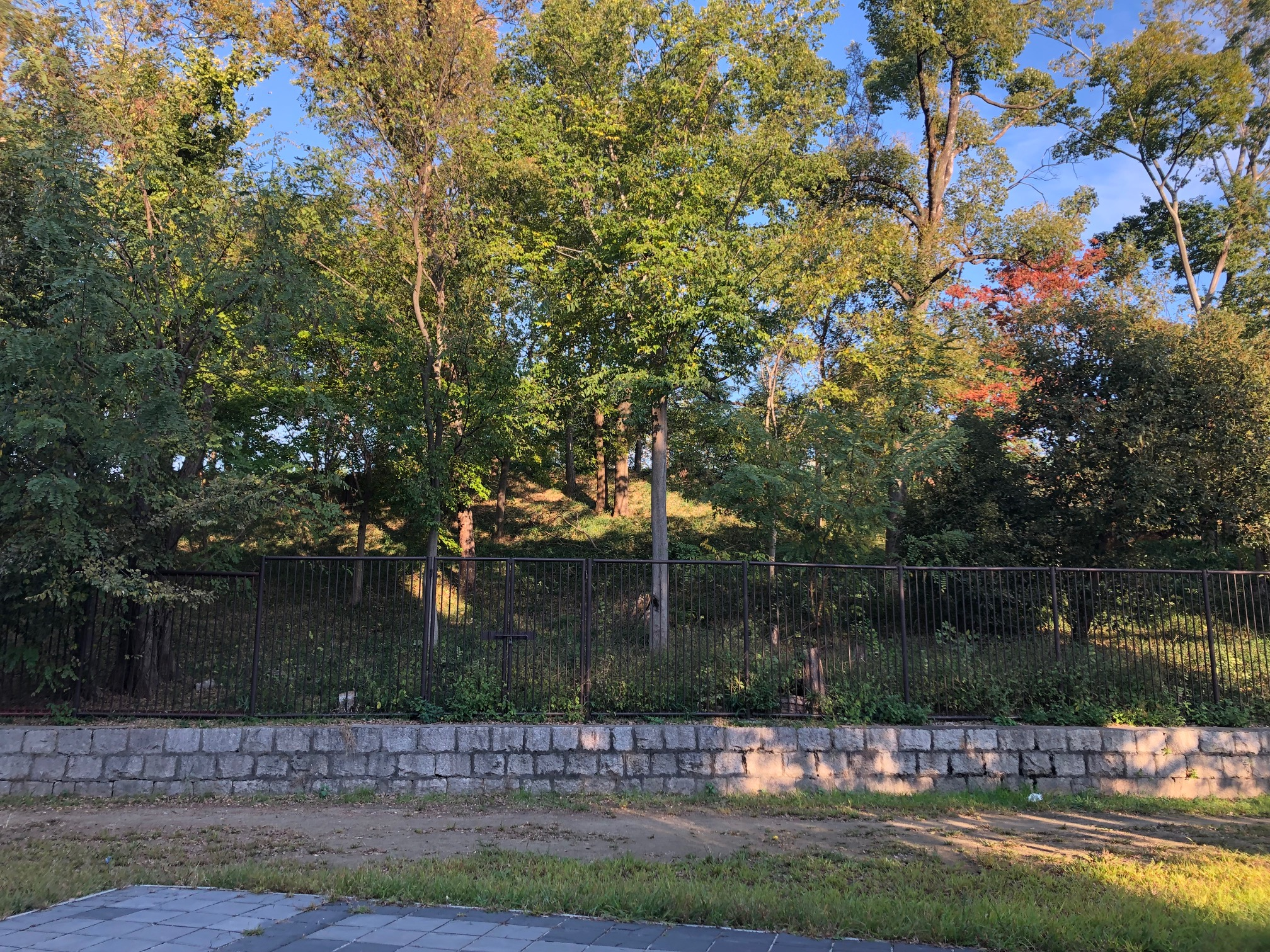
御勝山古墳

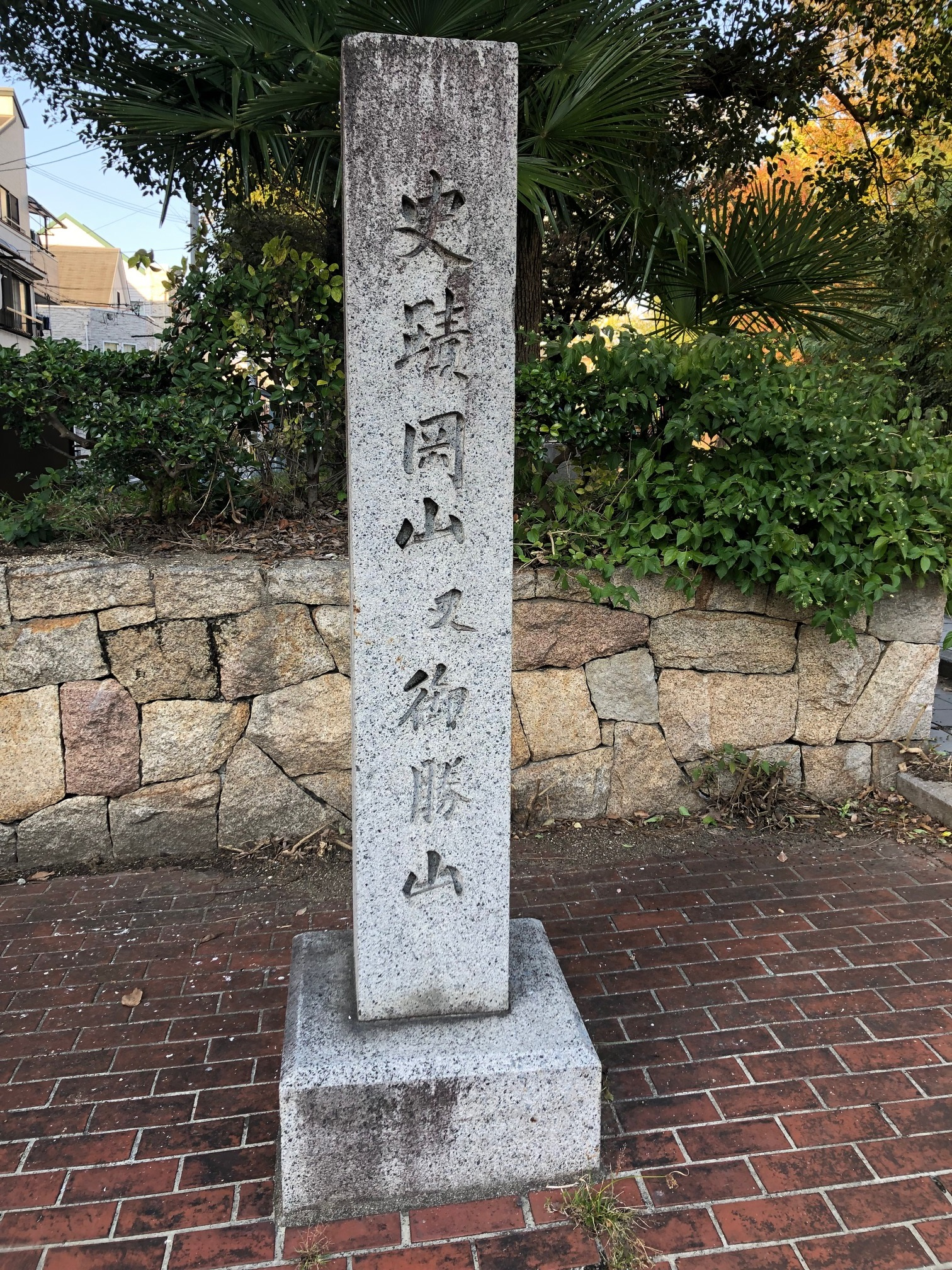
御勝山公園石碑

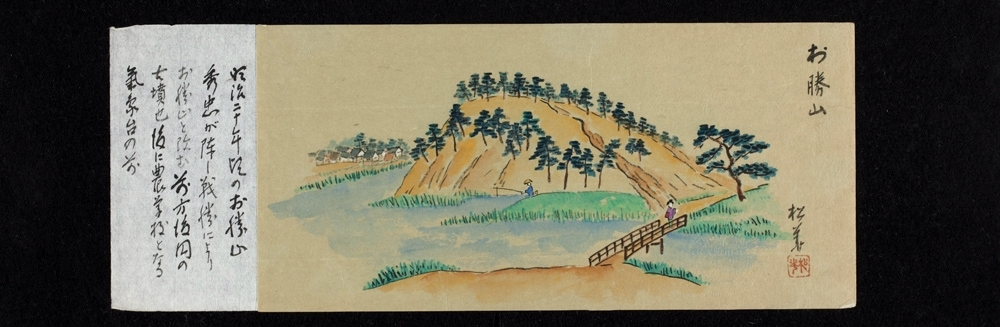
『浪華名所図』御勝山

## 発掘調査
当古墳は過去に3度の発掘調査が行われている。
1931年に大阪府における主要な古墳墓として、茶臼山古墳、帝塚山古墳らと同時に調査が行われた。この当時すでに勝山通が開通しており、1890年には大阪府立農学校（現在の大阪府立大学）が当地に移転した関係で、南側の前方部は切り崩され原形を保っていなかった。しかし北側の後円部は墳丘や濠が残っており、調査の結果、全体の外形としては長軸約110m、後円部は径約54.5m高さ約7m、くびれ部の幅は約36.5m周濠の幅は約15～18m、南北の墳丘の残りは約73mと推定された。
1973年に短期の発掘調査が行われた際、陶器の破片などが発見された為やはり古墳ではないかとの期待が高まったが、調査期間や予算の都合などにより詳細な調査を行うには至らなかった過去がある。
1990年の調査で大阪市域では最古とされる縄文時代前半の土器片が発見された事により、この附近は勝山遺跡と名付けられた。

## 史跡指定
- 大阪府指定文化財 史跡（1972年3月31日指定）

## 墳丘の外観
|  |  |
|  |  |
|  |  |